# زيتا قنطورس
زيتا قنطورس أو ζ قنطورس (بالإنجليزية: Zeta Centauri أو ζ Centauri وفق تسمية باير، اسمه الخاص Alnair مشتق من العربية "النَّيِّر" أو "نَيِّر بطن قِنْطُورَس"، وهما اسمين لنجم آخر يقع بجواره)‏ هو نظام نجمي ثنائي يقع في كوكبة قنطورس. مع قدره الظاهري المجموع البالغ +2.55، فهو أحد ألمع النجوم في الكوكبة. هذا النظام قريب بدرجة كافية من الأرض بحيث يمكن قياس المسافة مباشرة باستخدام تقنية اختلاف المنظر. ينتج عن هذا قيمة تقارب 382 سنة ضوئية (117 فرسخ نجمي)، مع هامش خطأ يبلغ 1.6%. إنه ينجرف بعيدًا بسرعة شعاعية تبلغ +6.5 كم/ثانية.